# Världscup

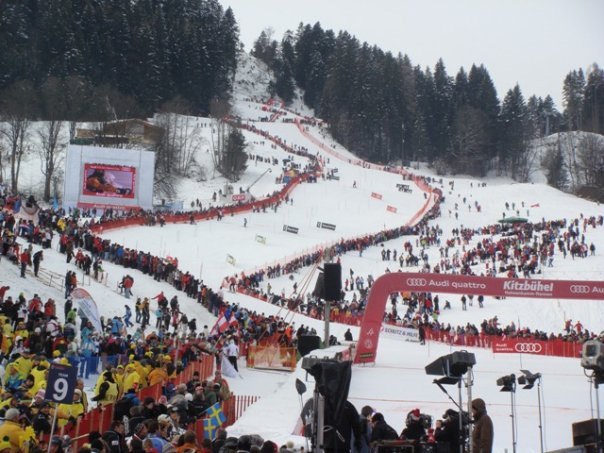
Världscupen i alpin skidåkning är en serie deltävlingar där resultaten räknas samman varje säsong.

En världscup (VC) (engelska: World Cup (WC)) kallas inom sporten vissa världsomspännande internationella tävlingar, eller serier av deltävlingar, där det sammanlagda resultatet sedan räknas ihop. Det kan också vara en internationell tävling eller serie av tävlingar i vissa sporter (se vidare nedan). På svenska brukar man i vissa sporter säga världscup, medan man i andra sporter använder engelskans World Cup.
Många sporters VM kallas på engelska World Cup, som direkt översatt till svenska betyder världscup. Så är fallet med exempelvis fotbollen och FIFA World Cup.
Säsongsomfattande världscuper med utspridda deltävlingar är bland annat populärt inom individuella vintersporter, där alpin skidåkning startade 1967.

## Världscuper
- Alpin skidåkning
- Backhoppning
- Bandy
- Bob
- Cykelsport – bland annat:
  - Bancykling
  - Cykelcross
  - Landsvägscykling
  - Mountainbike
- VM i fotboll för herrar och damer kallas på många språk världscup
- Freestyle
- Friidrott
- Golf
- Grass skiing
- Gymnastik
- Handboll
- Ishockey
- Längdåkning
- Nordisk kombination
- Orientering
- Världscupen i dressyr
- Världscupen i hästhoppning
- Rodel
- Rinkbandy
- Simning
- Skeleton
- Skicross
- Skidorientering
- Skidskytte
- Skridsko
- Snowboard
- Speed skiing
- Telemark
- Vattenpolo (herr och dam)
- Volleyboll

### Fotnoter
1. ↑  Kristoffer Bergström (25 januari 2011). ”Jättesuccé av svenskarna”. Sportbladet. http://www.aftonbladet.se/sportbladet/vintersport/alpint/article12511513.ab. Läst 1 april 2016.